# Marcelo Rosa
Marcelo Rosa da Silva, mais conhecido por Marcelo Rosa (Porto Alegre-RS, 29 de Janeiro de 1976) é um ex-futebolista brasileiro que atuava como volante.

## Carreira
Marcelo Rosa era um volante e meia que foi criado nas divisões de base do Cruzeiro-RS. Foi contratado ainda nas divisões de base pelo Internacional-RS, onde foi lançado aos profissionais em 1995. Porém, neste ano ele foi pouco utilizado. Na temporada seguinte, teve um aproveitamento maior, inclusive fazendo gols em partidas importantes. Em 97, Marcelo foi para o banco, quando foi reserva de Sandoval. Entrou ao longo da maioria das partidas no ano, sem convencer e sem comprometer. Anotou um dos gols no inesquecível Gre-Nal dos 5 a 2.
Após a derrota na final do Gauchão em 99, Marcelo foi para o Flamengo, onde recuperou seu bom futebol e conquistou o respeito da massa rubro-negra. Com o clube, foi campeão da Mercosul daquele ano jogando como titular da equipe.
Retornou no início da temporada 2000 ao Internacional em alta, onde tornou-se um dos novos ídolos da torcida. Depois, jogou seis meses no Japão, um ano na China, e no Servette, da Suíça, onde jogou uma Copa da Uefa, e no Independiente de Medellín. Depois desta passagem no exterior, atuou no América de Natal, Mogi Mirim, Marília, Criciúma e Ypiranga, de Erechim.

### Histórico de Clubes
| Ano(s)    | Clube                  |
| --------- | ---------------------- |
| 1995-1999 | Internacional-RS       |
| 1999      | Flamengo               |
| 2000-2001 | Internacional-RS       |
| 2001      | Cerezo Osaka           |
| 2002      | Servette               |
| 2003      | Independiente Medellín |
| 2004      | América-RN             |
| 2005      | Mogi Mirim             |
| 2005      | Marília                |
| 2006      | Criciúma               |
| 2007      | Zhejiang Greentown     |
| 2008      | Criciúma               |
| 2009      | CRAC                   |
| 2010-2011 | Ypiranga-RS            |
| 2011      | Cruzeiro RS            |

## Conquistas
Internacional
- Torneio Mercosul: 1996
- Campeonato Gaúcho - 1997

Flamengo
- Copa Mercosul: 1999

Criciuma
- Campeonato Brasileiro da Série C: 2007[11]